# Hans Veit zu Toerring-Jettenbach
Titre
Chef de la maison de Toerring
12 novembre 1891 – 29 octobre 1929
(37 ans, 11 mois et 17 jours)
Hans Veit Maximilian Kaspar comte zu Toerring-Jettenbach, né le 7 avril 1862 à Augsbourg en Bavière et mort le 29 octobre 1929 à Munich en Allemagne, est un homme politique bavarois.

## Famille
Hans Veit III zu Toerring-Jettenbach est le fils du comte Clemens Maria zu Toerring-Jettenbach (1826-1891) et de son épouse Franziska, née comtesse von Paumgarten (1834-1894). Il se marie le 26 juillet 1898 à Munich avec la duchesse Sophie en Bavière, sœur aînée de la future reine des Belges Élisabeth. Il est donc le beau-frère du roi Albert Ier.
Hans Veit et Sophie ont trois enfants :  
- Carl Theodor (Winhöring, 22 septembre 1900 - Munich 14 mai 1967), épouse en 1934 la princesse Élisabeth de Grèce (1904-1955), dont deux enfants ;
- Marie José Antonia Franziska Elisabeth Gabriele Gisela (Seefeld 16 juin 1902 - Buch am Ammersee 18 juin 1988), épouse en 1927 Anton Woerner (1893-1975), dont deux filles ;
- Hans Heribert Wilhelm Veit Adolf (Winhöring, 25 décembre 1903 - Murnau 16 mars 1977), épouse en premières noces en 1938, Victoria Lindpaintner (1918-1965) (divorcés en 1947), sans postérité, puis il épouse en secondes noces, en 1947, Maria-Immaculata baronne Waldbott von Bassenheim (1921-2020), fille de Friedrich-Heinrich baron Waldbott von Bassenheim et de l'archiduchesse Marie Alice d'Autriche-Teschen, dont cinq enfants.

## Biographie

### Action politique et sociale
Hans Veit III zu Toerring-Jettenbach est le porte-parole de l'opposition à la Chambre des conseils impériaux de Bavière, considérée comme libérale, tandis que Hans Veit avait la réputation d'être un démocrate. Il promeut une politique sociale concrète, comme un programme contre la pénurie de logements à Munich, appelant à des conventions collectives dans l'agriculture et la sylviculture. En tant qu'employeur, il introduit une assurance chômage exemplaire pour ses employés, raison pour laquelle il a été surnommé le Comte Rouge.
Hans Veit réside au château de Seefeld. En 1897, Gabriel von Seidl planifie l'orangerie avec des arcades du château de Seefeld. Après 1916, il fait améliorer la vallée de l'Aubach. Entre Widdersberger Weiher et Pilsensee, il a créé seize étangs à poissons, dont six sont encore utilisés pour la pêche aujourd'hui.

### Première Guerre mondiale
En octobre 1915, le roi des belges Albert Ier est pessimiste quant à l'issue du conflit. Il reçoit, à La Panne, la tante de la reine Élisabeth, Adelgonde, comtesse de Bardi, qui propose au souverain de prendre contact avec son beau-frère Hans-Veit. Ce dernier offre de rencontrer en Suisse un émissaire du roi. Émile Waxweiler, conseiller du roi des Belges, est choisi et aide le roi à rédiger une lettre qui doit être remise au comte Toerring. Dans cette missive, la volonté de neutralité belge et de maintien de l'intégrité du territoire sont habilement exprimés. Plusieurs rencontres ont lieu entre Waxweiler et Toerring en automne 1915 et au début de l'année 1916, mais les conditions allemandes étaient draconiennes aux yeux du roi Albert, qui entretemps avait pris d'autres initiatives, modifiant les données du problème.
Au printemps 1918, Toerring-Jettenbach contacte le gouvernement belge par l'intermédiaire de l'envoyé belge à Berne Fernand Peltzer. En août 1918, il fut informé par le secrétaire d'État Paul von Hintze que les négociations avec le gouvernement belge étaient sans substance.

### Dernières années
Sous la République de Weimar, le port des titres nobles existants était autorisé dans le cadre du nom propre. En septembre 1921, après la démission de Gustav von Kahr, le Parti populaire bavarois lui offre la fonction de Premier ministre de Bavière, fonction qu'il refuse.
Le 29 octobre 1929, Hans Veit zu Toerring-Jettenbach meurt à Munich, à l'âge de 57 ans. Il est inhumé dans la sépulture familiale du château de Winhöring.